# Kolleg für Sozialwissenschaften
Das Kolleg für Sozialwissenschaften (lit. Socialinių mokslų kolegija) ist eine private Hochschule in Klaipėda, der drittgrößten Stadt Litauens. Für Absolventen wird der Grad des Berufsbachelors und die Berufsqualifikation erteilt.
Das Kolleg hat je eine Filiale in Vilnius und in Telšiai.

## Geschichte
1994 wurde die Höhere Schule für Sprachen und Wirtschaftsmanagement (N. Skučienės kalbų ir verslo vadybos aukštesnioji mokykla) von Nijolė Skučienė gegründet. 1996 gab es den ersten Absolventengang. 1999 gründete man die Filialen in Vilnius und Telšiai. 2001 wurde die Schule zu einer Hochschule.